# Ogerio Alfieri
Ogerio Alfieri (* 1. Hälfte des 13. Jahrhunderts in Asti; † kurz nach April 1294) war ein italienischer Politiker und Chronist.

## Leben und Werk
Ogerio Alfieri entstammte einer erstmals 1149 urkundlich erwähnten Familie, die in Asti, einer in der norditalienischen Region Piemont gelegenen Gemeinde, beheimatet war. Ihre Vertreter, insbesondere die vermögenden Kaufleute und Grundbesitzer Guglielmo und Alferio Alfieri, zählten in der ersten Hälfte des 13. Jahrhunderts zur politischen Elite von Asti. Ogerio Alfieri, ein Nachfahre von Alferio Alfieri, verwaltete sein großes Familienvermögen aktiv und spielte nach 1277 eine bedeutende Rolle in der Politik seiner Heimatgemeinde, die er engagiert mitgestaltete. Er gehörte 1292 zu den vier Savi (Weisen), denen die Behandlung aller kommunalen Angelegenheiten von Asti oblag.
Wahrscheinlich war Ogerio Alfieri 1292 bereits Archivar von Asti; jedenfalls empfahl er damals dem Podestà Guglielmo Lambertini, alle Akten und Dokumente, auf die sich die Rechte der Gemeinde gründeten, zu einer Sammlung zu vereinigen. Ein solches Sammelwerk legte Alfieri selbst an. Es bildet den Hauptteil des Codex Astensis, dem eine von Alfieri verfasste Überblicksdarstellung der historischen Ereignisse von Asti vorangestellt ist. Diese auf Latein geschriebene kurze Chronik setzt mit den legendären antiken Anfängen der Stadt ein und reicht bis zum 18. April 1294. Nicht lange danach dürfte Alfieri verstorben sein. Seine Chronik wurde zusammen mit der bis 1325 reichenden Stadtgeschichte Astis von Guglielmo Ventura in den 1727 erschienenen 11. Band von Muratoris großer Sammlung Rerum Italicarum Scriptores aufgenommen.